# Emma Lipman
Emma Louise Lipman (* 23. Februar 1989 in Nuneaton, England) ist eine maltesisch-englische Fußballspielerin. Die Innenverteidigerin steht derzeit beim italienischen Verein CFC Genua unter Vertrag und ist seit 2019 auch maltesische A-Nationalspielerin.

## Karriere

### Vereine
Lipman wurde als britische Staatsangehörige in Mittelengland geboren. Als 10-Jährige schloss sie sich Coventry City an und spielte dort für die Jugendmannschaften. Bereits im Alter von 14 Jahren debütierte sie für die erste Mannschaft. 2009 zog sie nach Yorkshire, um dort an der Leeds Beckett University zu studieren. Ihre fußballerische Laufbahn setzte sie dort bei den lokalen Guiseley A.F.C. Vixens fort. Nach dem Abschluss ihres Studiums konzentrierte sie sich mehr auf ihre sportliche Karriere und schloss sich der professioneller organisierten Mannschaft von Leeds United an, musste sich ihren Lebensunterhalt aber nach wie vor anderweitig verdienen. Erst mit ihrem Wechsel zu Manchester City W.F.C. 2013 priorisierte sie den Sport, konnte sich in der Mannschaft aber nicht dauerhaft durchsetzen und absolvierte zuletzt im Jahr 2015 nur drei Einsätze. So schloss sie sich 2016 dem FC Sheffield an.
2017 wechselte sie nach Italien zu ASD ASGM Verona CF und konnte sich dort schnell in der Innenverteidigung etablieren. So erregte sie die Aufmerksamkeit der AS Rom für ihre neu gegründete Frauenmannschaft, der Lipman sich zur folgenden Saison anschloss. Obwohl sie mit 17 Ligaeinsätzen die meisteingesetzte Innenverteidigerin des Vereins war, wechselte sie bereits nach einer Saison erneut und unterzeichnete einen neuen Vertrag bei Florentia San Gimignano SSD. Auch dort blieb sie nur eine Saison, bevor sie 2020 zu Lazio Rom in die zweite italieniesche Liga wechselte. Mit 16 Spielen und einem Treffer trug sie maßgeblich dazu bei, dass Lazio am Saisonende in die Serie A aufsteigen konnte. Lipman selbst verblieb indes in der Serie B und schloss sich dem FC Como Women an. Auch dort avancierte sie schnell zur Stammspielerin und absolvierte über 50 Partien. 2024 wechselte sie zum Ligarivalen CFC Genua. Im Mai 2025 gelang Lipman auch mit dem CFC Genua der erste Aufstieg in der Vereinsgeschichte in die Serie A.

### Nationalmannschaft
Lipman, die in England geboren wurde, hatte zunächst das Ziel, für die englische Nationalmannschaft zu spielen. Allerdings war sie über ihre Großeltern auch berechtigt, für Schottland oder Malta zu spielen. Im Mai 2019 erhielt sie erstmals eine Einladung in die maltesische Nationalmannschaft. Bei einem Freundschaftsspiel gegen die Bolton Wanderers am 25. Mai 2019 gab sie ihr Debüt für Malta. Am 4. Oktober 2019 absolvierte sie ihr erstes offizielles Länderspiel für Malta in einm EM-Qualifikationsspiel gegen Italien. Ihr erstes und bisher einziges Länderspieltor erzielte sie beim 2:0-Sieg gegen Montenegro am 6. September 2022. Seit 2024 führt sie ihre Mannschaft als Kapitänin auf den Platz. Die Qualifikation für ein größeres Turnier gelang ihr mit Malta bislang nicht.